# Lamborghini Invencible
Lamborghini Invencible – supersamochód klasy wyższej typu one-off wyprodukowany pod włoską marką Lamborghini w 2023 roku.

## Historia i opis modelu
W lutym 2023 Lamborghini przedstawiło specjalny, unikatowy model Invencible będący zwieńczeniem epoki konstrukcji włoskiej firmy zasilanych klasycznymi silnikami V12. Powstał on w oparciu o wycofanego właśnie z produkcji, oczekującego wówczas na następcę Aventadora, współdzieląc z nim jednostkę napędową oraz podzespoły techniczne jak m.in. płyta podłogowa.
Pod kątem wizualnym Lamborghini Invencible wyróżniło się agresywną stylizacją autorstwa szefa biura projektowego Mitji Borkerta, obfitując w liczne ostre linie oraz obszerne wloty powietrza, nawiązując w ten sposób m.in. do limitowanej Essenzy SCV12. W czasie gdy reflektory w kształcie bumerangów pociągnięto do przedniej krawędzi zderzaka, tak tylne lampy utworzyło oświetlenie LED utrzymane w motywie trzech sześciokątów. Współgrają one z potrójną końcówką wydechu. Lamborghini zbudowało po jednym unikatowym modelu, z czego wariant coupé otrzymał nazwę Invencible, z kolei otwartemu roadsterowi nadano nazwę Lamborghini Authentica. Lakiery obu one-offów nawiązują do mitologii greckiej - coupe pomalowano na Rosso Efesto nazwaną tzw. czerwienią Hefajstosa, z kolei roadstera Grigio Titans określonym tzw. szarością tytanów.
Do napędu obu samochodów wykorzystano ten sam silnik benzynowy w postaci umieszczonego centralnie i wzdłużnie V12, które przy pojemności 6,5 litra rozwija moc 780 KM i 720 Nm maksymalnego momentu obrotowego. Jednostka współpracuje z 7-biegową automatyczną skrzynią biegów, przenosząc moc na obie osie. Dla optymalizacji właściowści jezdnych, oba modele wyposażono w system skrętnych tylnych osi. 

### Sprzedaż
Zarówno Lamborghini Invencible, jak i Auténtica, to unikatowe samochody typu one-off, które powstały w po jednym egzemplarzu na każdy z dwóch wariantów nadwozia. Ich skonstruowanie ma wymiar symboliczny, a w procesie konstrukcyjnym właścicieli o nieokreślonych personaliach zaangażowano ich osobiście.

### Silnik
- V12 6.5l 770 KM